# Municipio de Orleans (Iowa)
El municipio de Orleans (en inglés: Orleans Township) es un municipio ubicado en el condado de Winneshiek en el estado estadounidense de Iowa. En el año 2010 tenía una población de 289 habitantes y una densidad poblacional de 3,32 personas por km².

## Geografía
El municipio de Orleans se encuentra ubicado en las coordenadas 43°23′7″N 92°1′28″O / 43.38528, -92.02444. Según la Oficina del Censo de los Estados Unidos, el municipio tiene una superficie total de 86.93 km², de la cual 86,92 km² corresponden a tierra firme y (0 %) 0 km² es agua.

## Demografía
Según el censo de 2010, había 289 personas residiendo en el municipio de Orleans. La densidad de población era de 3,32 hab./km². De los 289 habitantes, el municipio de Orleans estaba compuesto por el 94,46 % blancos, el 0,35 % eran afroamericanos, el 0,35 % eran asiáticos, el 4,15 % eran de otras razas y el 0,69 % eran de una mezcla de razas. Del total de la población el 4,15 % eran hispanos o latinos de cualquier raza.